# Иване Мхаргрдзели
Иване I Мхаргрдзели  (груз. ივანე მხარგრძელი, арм. Իվանէ Զաքարեան) (год рожд. неизв. — ум. 1227 год) — придворный и военачальник грузинской царицы Тамары. 

## Биография
Сын амирспасалара Саргиса. Грузинские источники называют его Иване Мхаргрдзели, армянские авторы называют его Иване Закарян. Причём, согласно Истмонду и Ла Порте, форма Мхаргрдзели встречается в средневековых источниках и надписях на сооружениях, тогда как форма Закарян появляется позднее — в армянской историографии. Согласно Ла Порте, форма Закарян появляется ещё у Вардана Аревелци , однако ни в надписях Иване, ни в надписях Закаре форма Закарян не используется, в средневековых надписях на зданиях сами члены семьи именуются Мхаргрдзели. Согласно Ст. Раппу, армянская семья Мхаргрдзели на их родном языке называется Закаряны. Р. Шукуров назвал братьев армянами, но семью называл Мхаргрдзели. П. Коу называл Иване этническим армянином.
Наиболее распространённая, по мнению историка Ла Порты, версия о происхождении семьи Мхаргрдзели основана на указаниях историков тринадцатого века, современниках Иване и Тамты, Киракоса Гандзакеци (1203—1272) и Вардана Аревелци (1200—1271), которые, в свою очередь, опирались на утерянный труд их учителя Ованнеса Тавушеци (1181—1251). Согласно этой версии, братья Иване и Закария были курдского происхождения. Курдское происхождение семьи было признано многими учёными. В. Минорский придерживался этой версии. По мнению Иосифа Орбели, вероятно, род Мхаргрдзели-Закарянов был курдского происхождения. Р. Томсон писал о курдском происхождении братьев Иване и Закаре. Н. Гарсоян называет представителей семьи «христианизированными курдами». Последние приняли христианство в период нахождения на службе у армянских князей в Ташире. При грузинском дворе Иване изначально был мсахуртхуцесом, затем стал атабеком. Владел обширными землями в Восточной Армении (Двин, Васпуракан, Гегаркуник).
После подавления восстания Юрия Андреевича (1191 год) Иване получил крепости союзника Юрия — Вардана Дадиани. Иване участвовал в Шамхорской битве 1195 года и Басианской битве 1203 года. Командовал армяно-грузинской армией в Битве при Гарни (1225).
Изначально Иване был приверженцем христианства армянского вероисповедания, однако позже стал приверженцем православного христианства. Н. Марр отмечал, что «сам князь Иванэ с присоединением к халкедонитской церкви не переставал быть армянином». Тем не менее событие привело к ликвидации армянского влияния на монастыри Кобайр и Ахтала, в котором он и был похоронен. Перед битвой при Гарни Иване пообещал, что заставит всех армян «принять религию грузин и убить тех, кто будет сопротивляться».
Киракос Гандзакеци, автор XIII века, сообщает:
Умер и Иванэ, брат Закарэ, и был похоронен в Пхиндзаанке, у входа в построенную им самим церковь; он отнял её у армян и превратил в грузинский монастырь.

## Комментарии
1. ↑    - «The conflicting claims of the brothers, as vassals in Georgia but as independent kings in their own lands, are reflected in the modern disagreement about the family's name: Mqargrdzeli in medieval Georgian sources, Zakarian in modern Armenian histories»[3].
  - «The family is referred to as the Mhargrjeli in Georgian sources and contemporary inscriptions and as the Zakarean  in later Armenian historiography»[4].
2. ↑  «The earliest reference to the family as Zakarean, to my knowledge, occurs in Vardan Arewelc*i's Historical Compilation. In neither Zak'arē's nor Iwanē's inscriptions, however, is that surname employed[4]».
3. ↑    - С. Ла Порта: «I have therefore decided to refer to the brothers by the moniker Mhargrjeli attributed to them by the K'art'lis C'xovreba as well as used by them in their inscriptions, cf. Zak'are's inscription on his church at Ani[4]».
  - Согласно К. Костанянцу, надпись расположена в Ошакане: «Смбат, слуга великого Иване Мхаргрдзели (Սմբատ, ծառայ մեծին իտանէի Մխարգր ձէլի)»[5].
  - Церковь Закаре в гороле Ани, снаружи, у восточного угла южной стены: « Саргис Мхаргрдзели (ՄԽԱՐԳՐՄԵԼԻ՛Ն ՍԱՐԳՍԻ)»[6].
  - Тежаруйгский монастырь, южная сторона церкви: «… Иванэ Мхаргрцель, сын эристава — эриставов Саркиса мандатуртухуцеса, брат шахиншаха — великославного армирспасалара Захария… во имя твое построил сей монастырь и церковь»[7]
4. ↑  «Among the amirspasalaris (commanders-in-chief) are many references to the Armenian Mq'argrdzeli (modern orthography: Mkhargrdzeli, var. Mxargrdzeli) house, in their native tongue known as the Zak'areans/Zakarids. Sargis Mq'argrdzeli served as Queen T'amar's amirspasalarf, after him his son Zak'aria held the post while Zak'aria's younger brother, Ivane, not only was the msakhurt'-ukhuts'esi, the chief of the secretaries, but also a convert to Georgian Orthodoxy[8]».
5. ↑  «Закарэ и Иванэ из рода Мхаргрдзели, могущественных армян на грузинской службе…»[9].
6. ↑    - Вардан Аревелци: «В это время жили славные князья: Закаре и Иване, сыновья Саргиса, курдские переселенцы»[12].
  - Киракос Гандзакеци: «В дни царствования армянского царя Левона жили на Востоке два брата — сыновья благочестивого ишхана Саргиса, сына Ваграма, сына Закарии, который отделился от курдов племени Бабира. Имя первого было Закарэ, а второго — Иванэ»[13].
7. ↑    - "It is clear from the account of these Armenian historians that Ivane’s great grandfather broke away from the Kurdish tribe of Babir".
  - "under the Christianized Kurdish dynasty of Zak’arids they tried to re-establish nazarar system…".
  - "She retained and leant upon the numerous relatives of Sargis Mkhargrdzeli, an aznauri of Kurdish origin".
8. ↑  В. Минорский: «The name Ba-pir is frequent among the Kurds and a clan Piran exists among the Mangur federation»; «Thamar’s victories were chiefly due to the generals Zak'are and Ivane, whose family is called in Georgian Mxargrdzeli Longimani. According to a tradition which has every reason to be true, their ancestors were Mesopotamian Kurds of the tribe (peel) Babirakan»[15].
9. ↑  « Zak'are and Ivane were both Christians. Of Kurdish origin, their ancestors had served Armenian lords in Tasir and were converted to Christianity»[17].
10. ↑  «Finally two viceroys of Queen Tomar (1384—1212), the Christianized Kurds the amir-spasalar Zakare and his brother the atabeg Iwanē Mxargrzeli («Long Hand»), reconquered Ani in 1199 and Dwin in 1203»[18].